# Музичні шоу Південної Кореї
Музичні шоу Південної Кореї транслюються щотижня, на шоу виступають різні виконавці, щоб просувати свою музику.
Кожна з найбільших телерадіокомпаній Південної Кореї має власне шоу, яке транслюється на різних каналах. SBS має Inkigayo, KBS має Music Bank, MBC має Show! Music Core (також відомий просто як Music Core), Mnet має M Countdown, MBC M — Show Champion, а SBS MTV — The Show.

## Музичні програми

### Поточні
- Inkigayo або The Music Trend (раніше відоме як SBS Popular Song) транслюється на SBS щонеділі[2]. На даний момент ведучими є акторка Но Чоний, актор Со Бомджун та Йонджун з гурту Tomorrow X Together[3].
- The Show виходить на SBS MTV щовівторка. Ведучі програми - Кан Йосан з гурту Ateez, Кім Чехьон з Kep1er та Кан Мінхі з Cravity[4].
- Show Champion виходить на MBC M щосереди[5]. Ведучі Мунбін та Юн Санха з гурту Astro та Канмін з Verivery[6].
- M Countdown виходить щочетверга на каналі Mnet[7]. Наразі ведучими є Чо Мійон з (G)I-dle та актор Нам Юнсу[8].
- Music Bank виходить на KBS2 та KBS World щоп'ятниці[9]. Ведучими є Чан Воньон з гурту Ive та Сонхун з Enhypen[10].
- Virtual Gayo Top 10 (раніше відоме як Top 10 Songs) виходить щоп'ятниці на каналі KBS World. Наразі ведучою є співачка AleXa. З 10 лютого 1981 року по 11 лютого 1998 року шоу виходило на каналі KBS. Воно повернулося в етер 25 березня 2022 року. Популярність цього шоу у Південній Кореї була неперевершеною, оскільки воно виходило в етер у той час, коли кабельне телебачення та Інтернет були не настільки розвинені. Система оцінювання пісень схожа з системою на шоу Music Bank[11].
- Show! Music Core виходить на MBC щосуботи. Наразі ведучими є Чону з NCT, Ліно зі Stray Kids та акторка Кім Мінджу (колишня учасниця гурту Iz*One)[12].
- Simply K-Pop транслюється на Arirang TV щоп'ятниці[13]. Це єдине південнокорейське музичне шоу, що не має чартів. Також це єдине англомовне шоу. Ведучим є співак Лі Дехві з гурту AB6IX.

### Колишні музичні програми
- Show Network — програма з рейтингом пісень, що транслювалася на MBC з 30 жовтня 1989 року по 9 листопада 1990 року, коли радіостанція вирішила змінити свою назву на корейську, яка зрештою стала 여러분의 인기가요 або Everyone`s Popular Songs[14].
- Шоу Everyone`s Popular Songs виходило на каналі MBC з 9 листопада 1990 року по 30 квітня 1993 року. Його замінило Choice! Most Popular Songs, яке закрили в тому ж році[15].
- Live TV Gayo 20 замінило Inkigayo або SBS Popular Song в 1994 році і транслювалося до 1998 року, коли телеканал SBS відновив Inkigayo[16].
- Шоу Popular Songs Best 50 почало транслюватися на MBC 21 квітня 1995 року і виходило до 17 січня 1998 року, коли його було скасовано через високу вартість виробництва, викликану кризою МВФ у 1997 році[17].
- Show! Show! була найтривалішою музичною програмою, яка транслювалася на кабельному музичному каналі KMTV Asia протягом 13 років (з 11 березня 1995 року по 29 травня 2008 року).
- Live Young Times — музичне шоу з системою чартів, що транслювалося на MBC з січня по квітень 1998 року, але його замінив Music Camp.
- Music Camp — музична програма, яка транслювалася на MBC, але була скасована після інциденту, який транслювався в прямому ефірі, коли двоє учасників панк-рок гурту Rux оголили свої геніталії під час одно з епізодів шоу[18].
- K-PopCon — музична програма, що транслювалася на Channel А з грудня 2011 року по березень 2012 року.
- Music on Top — музична програма, що транслювалася на JTBC, але була скасована через низькі рейтинги. Як і більшість музичних програм, він також мав систему діаграм, яка щотижня присуджувала артистам перемоги в музичних шоу[19].
- Pops in Seoul — музична програма, яка транслювалася на телеканалі Arirang TV з 1998 року по 31 березня 2021 року. У шоу ніколи не було системи діаграм.

## Виступи
Виконавці зазвичай записують виступи напередодні та з’являються в прямому етері шоу для інтерв’ю та у фіналі, де оголошується артист-переможець тижня. За всі музичні шоу артисти накопичують бали за попередній тиждень, щоб бути номінованим на перше місце в наступному.
Вони також використовують музичні програми для просування своїх нових пісень та альбомів. «Дебютна сцена» – це термін, який використовується для артистів, які виступають на шоу вперше, зазвичай це є їхнім першим живим виступом, коли вони дебютують як артист. З іншого боку, «сцена повернення» – це термін, який використовується для першого виступу артиста на шоу з його новими піснями та початку нового рекламного циклу після завершення дебютного циклу.
Фанатам також дозволяється безкоштовно відвідувати попередні записи та живі шоу, щоб підтримати артистів, якщо вони подають заявки на квитки на кожному з веб-сайтів шоу, за умови, що вони не записують і не фотографують під час запису. Фанатам, які порушують ці правила, буде заборонено відвідувати наступні шоу.

### Заборона фонограми наShow! Music Core
Під час інтерв'ю Пак Хьонсока для "Music Core" 1 липня 2014 року він сказав Мунхва Ільбо: «Ми не дозволимо людям, які не володіють основами вокалу, виступати на сцені. Навіть якщо у когось окрема коротка частина, це добре. Співаки, які виступають на сцені, повинні співати». Він стверджує, що це потрібно для того, щоб знеохотити групи, які записують майже 100% своєї музики для шоу, щоб визначити справді талановиті групи айдолів.

## Система чартів
Важливим елементом кожної музичної програми в Південній Кореї є те, що кожна програма має систему голосування. У кожній програмі є різні способи підрахунку голосів та визначення переможця тижня, тому можливості для переможця артиста різні для кожної програми. Billboard аргументував це тим, щоб сцена музичного шоу «не відчувала себе статичною», при цьому результат був би однаковим для кожного шоу. Хоча більшість програм надають пріоритет цифровим продажам, вони відрізняються в інших областях, таких як бали SNS, фізичні продажі, бали за трансляції, голосування в прямому етері тощо. Наприклад, деякий час K-Chart Music Bank включав фізичні продажі пісні в свої обчислення, тоді як чарт SBS Inkigayo — ні. Оскільки виконавець повинен накопичувати бали протягом першого тижня рекламних акцій, він не має права вигравати на музичних шоу в перший тиждень і може бути включений до музичних чартів лише з другого тижня.
Пол Хан, який є співвласником англомовного K-pop блогу Allkpop, стверджує, що відданим шанувальникам цих виконавців приємно дивитися ці музичні шоу, коли їхні улюблені виконавці перемагають через наявність справжнього трофея та етап на біс. Хан сказав: «Набагато приємніше отримати великий трофей з усіма своїми однолітками. У певному сенсі це щось нагадує мінішоу музичних премій щотижня, і лише один може стати переможцем».
| Музичне шоу      | Канал                    | День виходу | Система чартів | Умови для зарахування |
| ---------------- | ------------------------ | ----------- | --- | --- |
| The Show         | SBS MTV                  | Вівторок    | - Попередня оцінка: Загалом 90% (Цифрові завантаження та стріми (40%), продажі альбому (10%), перегляди музичних відео (20%), трансляція (15%), голосування у додатку Starpass (5%)) - Тільки для номінантів The Show Choice: голосування у додатку Starpass під час етеру 10%                                                            | Бути на шоу у день трансляції. Виключеня: Loona 13 липня 2021, бо вони перебували на карантині із-за COVID-19.                                                                                                   |
| Show Champion    | MBC M (раніше MBC Music) | Середа      | Цифрові завантаження та стрімінг (35%) + продажі альбому (15%), попереднє голосування у додатку Idol Champ (20%), рейтинг трансляції (20%), SNS (10%) | Поки ці пісні є в списку голосування. Пісні, які вже отримали потрійну корону, не допускаються. |
| M Countdown      | Mnet                     | Четвер      | Цифрові завантаження та стрімінг (45%), продажі альбому (15%), перегляди музичного відео (15%), попереднє голосування (сума голосів на Mwave, Whosfan, Mnet та Mnet Japan) (15%), рейтинг трансляції (10%), голосування під час прямого етеру (10%) (тільки для номінантів на щотижневе 1-е місце)                                        | Повинені брати участь у принаймні одному музичному шоу за цей тиждень або за попередні. Пісні, які вже отримали потрійну корону, не допускаються.                                                                |
| Music Bank       | KBS                      | П'ятниця    | Цифрові завантаження та стрімінг (65%), продажі альбому (5%), рейтинг трансляції KBS (KBS2 (TV) та KBS Cool FM та KBS Happy FM (радіо)) (20%), опитування (10%) | Попасти у Топ-200 принаймні одного з п'яти хіт-парадів, які використовує Music Bank. |
| Show! Music Core | MBC                      | Субота      | - Попередня оцінка: Загалом 90% (цифрові продажі 50%, продажі альбому 10%, перегляди музичного відео 10%, попереднє голосування глядачів (by 2,000 people) 5%, трансляція MBC Радіо 10%, голосування фанатів 5%) - Тільки для номінантів на 1-е місце: голосування у додатку Mubeat під час шоу 5%, голосування авдиторії під час шоу 5%. | Нові пісні не пізніше ніж за два місяця після релізу (наприклад, якщо реліз пісні відбувся 2 січня, пісня не може бути номінована після 2 березня). Пісні, які вже отримали п’ятикратну корону, не допускаються. |
| Inkigayo         | SBS                      | Неділя      | Цифрові завантаження та стрімінг (55%), SNS (перегляд на YouTube) (30%), продажі альбому (10%), голосування глядачів (5%), прямий етер (10%), голосування у прямому етері (тільки для номінантів на 1-е місце) (5%) | Пісні, які вже отримали потрійну корону, не допускаються. |

### Рекорди чартів
У 2012 році пісня Psy «Gangnam Style» вигравала на шоу Music Bank рекордні десять тижнів поспіль, перевершивши попередній рекорд з дев'яти поспіль перемог Girls' Generation з «Gee» у 2009 році.
У вересні 2015 року Girls' Generation стали першим к-поп гуртом, що отримав сумарно 100 перемог на різних музичних шоу.

## Міжнародний вплив
За словами Кейтлін Келлі з Billboard, південнокорейські музичні шоу включають міжнародну участь через сайти соціальних мереж, такі як YouTube, які були інтегровані в їхню систему голосування з переглядами музичного відео виконавця. Вона також заслуговує на ці музичні шоу їхню участь у глобалізації K-pop. Кожна музична програма має свій власний обліковий запис YouTube, який регулярно оновлюється, що дає можливість людям за межами Південної Кореї дивитися виступи артистів, тим самим пропонуючи ширше ознайомлення з K-pop виконавцями в інших частинах світу. В інтерв’ю Billboard 2018 року доктор Сук-Янг Кім, професор Каліфорнійського університету, заявив, що «YouTube – це те, як ви циркулюєте на міжнародному рівні», але за межами веб-сайту південнокорейська музика вже досягла закордонних шанувальників безпосередньо через «перевезти ці музичні шоу за кордон і створити з них живий концерт», наводячи як приклад Music Bank, який їздить у світові турне з 2011 року. Кім також згадав KCON, музичний фестиваль, організований M Countdown, як засіб продемонструвати «кожний елемент Hallyu, що включає поп-музику, телевізійні драми, фільми, моду, їжу та красу».